# Boštjan Ravter
Boštjan Ravter, nekdanji slovenski kikbokser, * 16. januar 1976, Maribor
Svojo tekmovalno pot je pričel v poznih osemdesetih letih dvajsetega stoletja v okviru borilnih veščin BUDOKAI, kjer so v Karate klubu Maribor gojili tudi kikboks oziroma ring disciplino, imenovano full kontakt karate, ki je v Slovenijo prišla konec 70. let. Po osamosvojitvi se je Karate klubu Maribor reorganiziral v ŽŠD – Kickboxing klub Maribor.
Bil je državni prvak Jugoslavije do 54 kg v letih 1990 - 1992.
Tekmovati je nehal leta 2004.

## Dosežki

### Mednarodna tekmovanja
- 1993 svetovno prvenstvo v Atlantic Cityu (light contact) - 5.mesto[navedi vir]
- 1995 svetovno prvenstvo v Kijevu (full contact) - 5.mesto[navedi vir]
- 1998 evropsko prvenstvo v Carigradu (full contact) - 5.mesto[navedi vir]

### Državna tekmovanja
V kategoriji do 67 kg (69 kg)
- 1993 light in full contact državni prvak
- 1994 full contact državni prvak
- 1995 full contact državni prvak
- 1998 full contact državni prvak

Vir